# Phalaenopsis bastianii
Phalaenopsis bastianii O.Gruss & Roellke, 1991 è una pianta della famiglia delle Orchidacee endemica delle isole Filippine.

## Descrizione
È un'orchidea di taglia da piccola a media, a comportamento epifita, come tutte le specie del genere Phalaenopsis a crescita monopodiale. Presenta un corto fusto portante da 2 a 10 foglie di forma da obovato-ellittica a cuneiforme, ad apice rotondo e dentellato. La fioritura avviene normalmente dalla primavera all'autunno, mediante un'infiorescenza incurvata che aggetta lateralmente, lunga da 15 a 50 centimetri, ramificata e portante in ogni ramo da 2 a 7 fiori. Questi sono grandi da 3 a 4 centimetri, piuttosto spessi, lucidi di colore che varia da bianco verdastro a giallo con marcate macchie di colore da fucsia a marroncino in petali e sepali (entrambi a forma lanceolata). Il labello è trilobato coi bordi laterali rialzati e di colore rosa maculato di arancione e presenta margini molto frastagliati e alcune appendici bianche sul lobo centrale..

## Distribuzione e habitat
La specie è endemica dell'arcipelago delle isole Sulu, a sudovest dell'isola di Mindanao.
Cresce epifita sugli alberi della foresta pluviale.

## Coltivazione
Questa pianta è bene coltivata in panieri appesi, su supporto di sughero oppure su felci arboree e richiede in coltura esposizione all'ombra, temendo la luce diretta del sole, e temperature piuttosto calde per tutto il corso dell'anno, in particolare all'epoca della fioritura.